# Tal Ben Haim
Tal Ben Haim (hebreo טל בן-חיים) (nació el 31 de marzo de 1982 en Rishon LeZion, Israel) es un futbolista israelí que juega en el Beitar Jerusalén de la Liga Premier de Israel.
Tal Ben Haim comenzó su carrera en el Maccabi Tel Aviv, donde militó 6 temporadas (1998-2004).
Ben Haim es un hombre clave en el esquema de la selección nacional y es sin duda el eje de la zaga. Hoy en día es el mejor defensa del país, y aunque joven, acumula experiencia a sus espaldas. Su importancia ha quedado comprobada después de aquel incidente en la fase de clasificación para el último Mundial que le mantuvo alejado del seleccionador por un corto espacio de tiempo. El 20 de octubre de 2005, portó el brazalete de capitán en un encuentro de Copa de la UEFA frente al Beşiktaş JK.
En diciembre de 2005, Ben Haim fue tanteado por el entrenador del Chelsea FC, el portugués José Mourinho, a lo que Sam Allardyce, entrenador del Bolton Wanderers, respondió que "es un jugador vital en nuestro equipo y no lo venderemos". Ben Haim destaca por su potencia, su juego aéreo y versatilidad para jugar en cualquier lugar de la defensa. Actualmente, equipos como el Tottenham, Newcastle United, West Ham United o Portsmouth FC preguntaron por él, pero Mourinho llegó a su objetivo y Ben Haim fichó por el Chelsea para la temporada 2007/2008.
Sin embargo, los rumores deportivos de la prensa inglesa lo colocaron como una de las primeras bajas del equipo londinense a final de temporada.

## Selección nacional
Ha sido internacional con la selección de fútbol de Israel, ha jugado 54 partidos internacionales.

## Clubes
| Club                | País       | Año           | Partidos | Goles |
| ------------------- | ---------- | ------------- | -------- | ----- |
| Maccabi Tel Aviv    | Israel     | 2001-2004     | 127      | 2     |
| Bolton Wanderers    | Inglaterra | 2004-2007     | 88       | 1     |
| Chelsea             | Inglaterra | 2007 - 2008   | 16       | 0     |
| Manchester City     | Inglaterra | 2008 - 2009   | 15       | 0     |
| Sunderland          | Inglaterra | 2009          | 5        | 0     |
| Portsmouth          | Inglaterra | 2009 - 2010   | 24       | 0     |
| West Ham United     | Inglaterra | 2010 - 2011   | 8        | 0     |
| Portsmouth          | Inglaterra | 2011 - 2012   | 33       | 0     |
| Queens Park Rangers | Inglaterra | 2013          | 6        | 0     |
| Standard Lieja      | Bélgica    | 2013 - 2014   | 10       | 0     |
| Charlton Athletic   | Inglaterra | 2014 - 2015   | 37       | 0     |
| Maccabi Tel Aviv    | Israel     | 2015 - 2018   | 44       | 2     |
| Beitar Jerusalén    | Israel     | 2018 - Actual | 30       | 0     |

## Palmarés

### Campeonatos nacionales
| Título      | Club             | País   | Año  |
| ----------- | ---------------- | ------ | ---- |
| Ligat ha'Al | Maccabi Tel Aviv | Israel | 2003 |

- Datos: Q276349
- Multimedia: Tal Ben-Haim / Q276349